# 董幼穎
董幼穎，福建漳州府長泰縣人，明朝政治人物，同進士出身。
洪武二十年，福建鄉試中舉。洪武二十一年，登進士，授监察御史。